# Rolveger

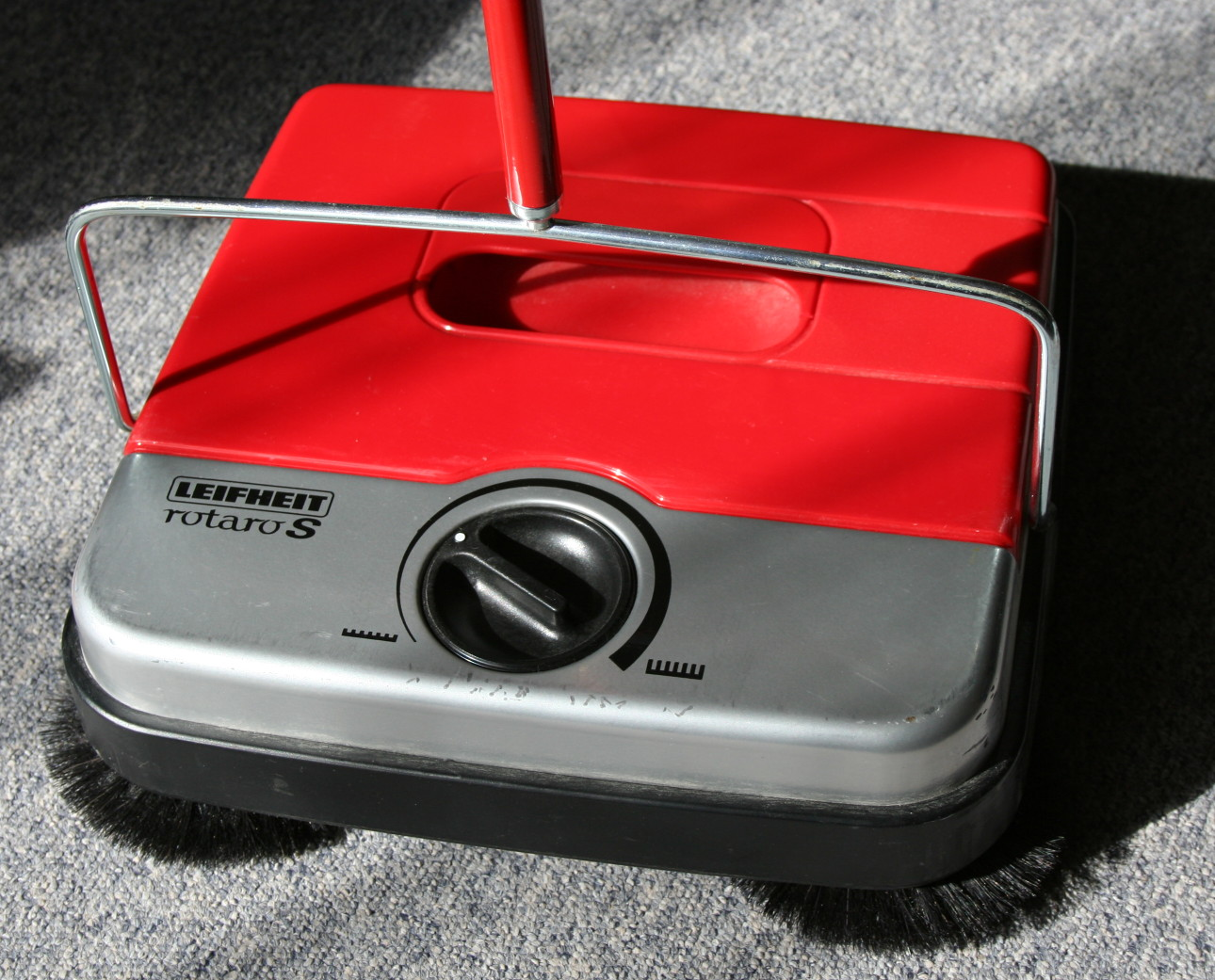
Rolveger

Een rolveger is een apparaat om vloeren mee te reinigen. Het is een doosje op wieltjes, met een stok eraan die kan zwenken. Met deze stok wordt het doosje voortbewogen. In het doosje bevinden zich twee of meer ronde borstels of rubberen lamellen die door een overbrenging op de wieltjes in beweging worden gezet. In tegenstelling tot de stofzuiger is de rolveger licht en eenvoudig overal te gebruiken. Na gebruik kan hij boven een afvalemmer worden geleegd door een klepje aan de onderzijde te openen. Bij sommige modellen bevindt zich bovenop een uitneembaar opvangbakje.
In de professionele schoonmaak wordt de rolveger nog veelvuldig gebruikt omdat het apparaat voor kleine klusjes makkelijker inzetbaar is dan een stofzuiger. Bovendien produceert het apparaat weinig geluid wat wenselijk kan zijn bij de schoonmaak van drukke kantoren. Sommige rolvegers hebben een demontabele steel zodat het apparaat eventueel compact op de schoonmaakkar opgeborgen kan worden. Een ander voordeel van de rolveger is dat het apparaat geen stroom gebruikt en dat onderdelen zoals borstels en as makkelijk zelf te vervangen zijn.

## Geschiedenis

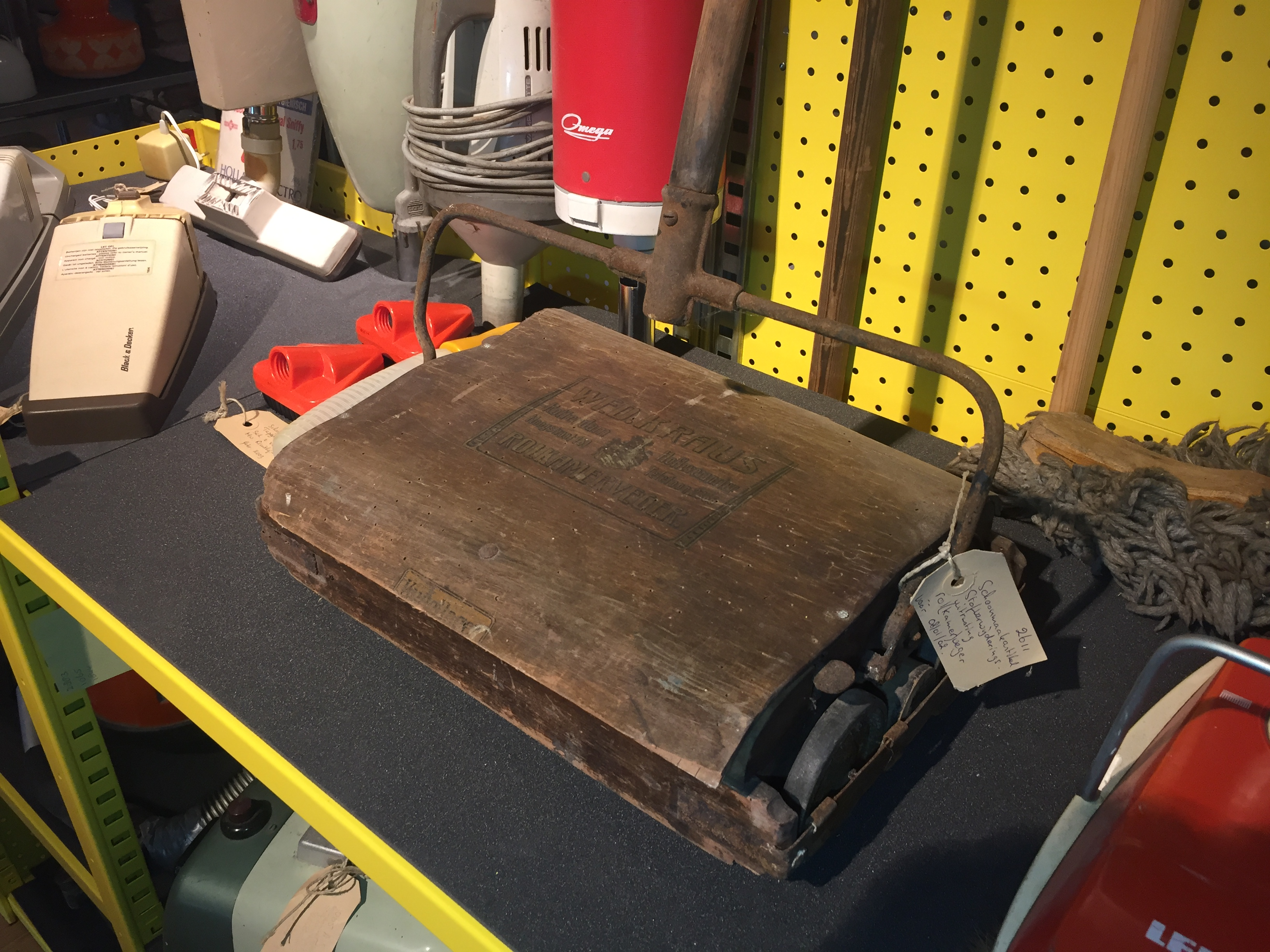
Een oude Nederlandse rolkamerveger

De rolveger werd in 1867 gepatenteerd door Melville R. Bissell uit Grand Rapids in de VS. Aanvankelijk gebruikte Bissell de rolveger zelf om het tapijt in zijn winkel te reinigen zonder het te hoeven uitkloppen. Hij begon met de verkoop van rolvegers in 1883, nadat klanten hem regelmatig vroegen waar ze een dergelijk apparaat konden kopen.
De rolveger werd voornamelijk gebruikt om kruimels mee van de vloer op te vegen. Hij was vooral in de jaren vijftig en zestig populair. Tegenwoordig heeft de elektrisch aangedreven kruimeldief de taak van de rolveger overgenomen.